# ماویس اوگان
ماویس اوگان (انگلیسی: Mavis Ogun؛ زادهٔ ۲۴ اوت ۱۹۷۳) بازیکن فوتبال اهل نیجریه است.
وی همچنین در تیم ملی فوتبال زنان نیجریه بازی کرده‌است.